# Quy luật sinh học
Quy luật sinh học (tiếng Anh: biological rule), định luật sinh học hay quy tắc sinh học là một định luật, nguyên tắc tổng quát hoặc có tính định hướng (nguyên tắc ngón tay cái) được nghiên cứu, xây dựng, đề xuất để mô tả các khuôn kiểu, mẫu hình quan sát được trong cơ thể sống. Các quy tắc và định luật sinh học thường được phát triển như những cách diễn đạt ngắn gọn có thể áp dụng rộng rãi để giải thích các hiện tượng phức tạp hoặc những quan sát nổi bật về hệ sinh thái và sự phân bố địa lý sinh học của các loài động vật và thực vật trên khắp thế giới, mặc dù chúng đã được đề xuất hoặc mở rộng cho tất cả các loại sinh vật. Nhiều quy luật sinh thái và địa sinh học này được đặt theo tên của các nhà sinh vật học đầu tiên mô tả chúng.
Từ khi khoa học ra đời, các nhà sinh vật học đã tìm cách giải thích những quy luật rõ ràng trong dữ liệu quan sát thực chứng. Trong triết lý sinh học của mình, Aristotle đã suy luận ra các quy tắc chi phối sự khác biệt giữa các động vật bốn chân sống mang thai (theo thuật ngữ hiện đại là động vật có vú có nhau thai trên cạn). Trong số các quy tắc của ông là kích thước cá bố mẹ giảm theo khối lượng cơ thể trưởng thành, trong khi tuổi thọ tăng theo thời kỳ mang thai và theo khối lượng cơ thể, và khả năng sinh sản giảm theo tuổi thọ. Vì vậy, ví dụ, voi có ít bố mẹ hơn chuột, nhưng tuổi thọ và thời kỳ mang thai dài hơn.
Các quy tắc như thế này được tổng kết, đúc kết và phát biểu một cách ngắn gọn từ những thức thu được từ các phép đo khoa học và các thí nghiệm thực chứng ban đầu về thế giới tự nhiên và có thể được sử dụng làm mô hình để dự đoán các quan sát trong tương lai. Trong số các quy tắc sinh học sớm nhất trong thời hiện đại là của Karl Ernst von Baer (từ năm 1828 trở đi) về sự phát triển của phôi, và của Constantin Wilhelm Lambert Gloger về sắc tố động vật vào năm 1833. Có một số hoài nghi giữa các nhà địa lý sinh học về tính hữu ích của các quy tắc chung. Ví dụ, J.C. Briggs, trong cuốn sách Biogeography and Plate Tectonics năm 1987, nhận xét rằng mặc dù các quy tắc của Willi Hennig về cladistics "nói chung là hữu ích" nhưng dù sao thì quy tắc tiến triển của ông là "đáng ngờ".

## Các quy tắc
- Quy tắc Allen: ở động vật hằng nhiệt thì các bộ phận nhô ra khỏi cơ thể (tai, đuôi, chi) của loài thích nghi với khí hậu lạnh luôn nhỏ hơn của loài tương đồng thích nghi với khí hậu nóng. Theo đó, tỷ số diện tích bề mặt cơ thể với thể tích cơ thể của các loài tương đồng thuộc nhóm động vật hằng nhiệt là khác nhau, biểu hiện sự thích nghi với nhiệt độ môi trường sống.
- Quy tắc Bergmann: trong vòng một nhánh phân loại rộng rãi thì loài kích thước lớn hơn được tìm thấy trong môi trường lạnh hơn, và loài kích thước nhỏ hơn được tìm thấy trong vùng ấm áp. Quy tắc Bergmann thông thường được áp dụng cho động vật có vú và các loài chim, tức là các động vật hằng nhiệt.
- Quy tắc Cope: Các dòng dõi quần thể có xu hướng tăng trưởng kích thước cơ thể theo thời gian tiến hóa.
- Quy tắc Eichler: Loài ký sinh có xu hướng thích nghi với nhiều vật chủ, do đó có vẻ hợp lý khi mong đợi sự đồng biến giữa sự phong phú về thành phần loài của vật chủ và ký sinh trùng của chúng.
- Quy tắc Harrison: giữa các loài thân thuộc, kích thước cơ thể vật chủ và ký sinh trùng có xu hướng đồng biến. Tương quan sinh trưởng giữa kích thước cơ thể vật chủ và ký sinh trùng tạo thành một khía cạnh rõ ràng của quan hệ đồng tiến hóa vật chủ-vật ký sinh. Kích thước cơ thể của ký sinh trùng cũng tỷ lệ thuận với độ phong phú của loài và do đó nó có khả năng ảnh hưởng đến độc lực của ký sinh trùng.
- Quy tắc Foster (còn được gọi là quy tắc đảo hoặc hiệu ứng đảo): các thành viên của một loài nhỏ hơn hoặc lớn hơn tùy thuộc vào tài nguyên có sẵn trong môi trường. Ví dụ, người ta biết rằng voi ma mút lùn đã tiến hóa từ voi ma mút thông thường trên các đảo nhỏ.
- Quy tắc Gloger: các loài động vật hằng nhiệt sống trong môi trường nóng ẩm, ví dụ như gần xích đạo, có xu hướng có nhiều sắc tố trên cơ thể hơn các họ hàng của chúng ở vùng lạnh và khô. Gloger phát hiện ra rằng các loài chim trong môi trường ẩm ướt hơn thì màu lông có xu hướng đậm hơn so với họ hàng của chúng ở vùng khô cằn.
- Quy tắc Fahrenholz: Sự tương ứng chặt chẽ thường thấy giữa các loài ký sinh và vật chủ của chúng đã cho ra quy tắc Fahrenholz, trong đó quy định rằng vật ký sinh và vật chủ của chúng phân hóa đồng bộ. Điều này dẫn đến dự đoán rằng cây phát sinh loài của ký sinh trùng và vật chủ của chúng phải giống hệt nhau về mặt cấu trúc.[1]
- Quy tắc Szidat: cho rằng vật chủ càng nguyên thủy thì ký sinh trùng trong đó càng nguyên thủy.[2]